# Obří hrnce

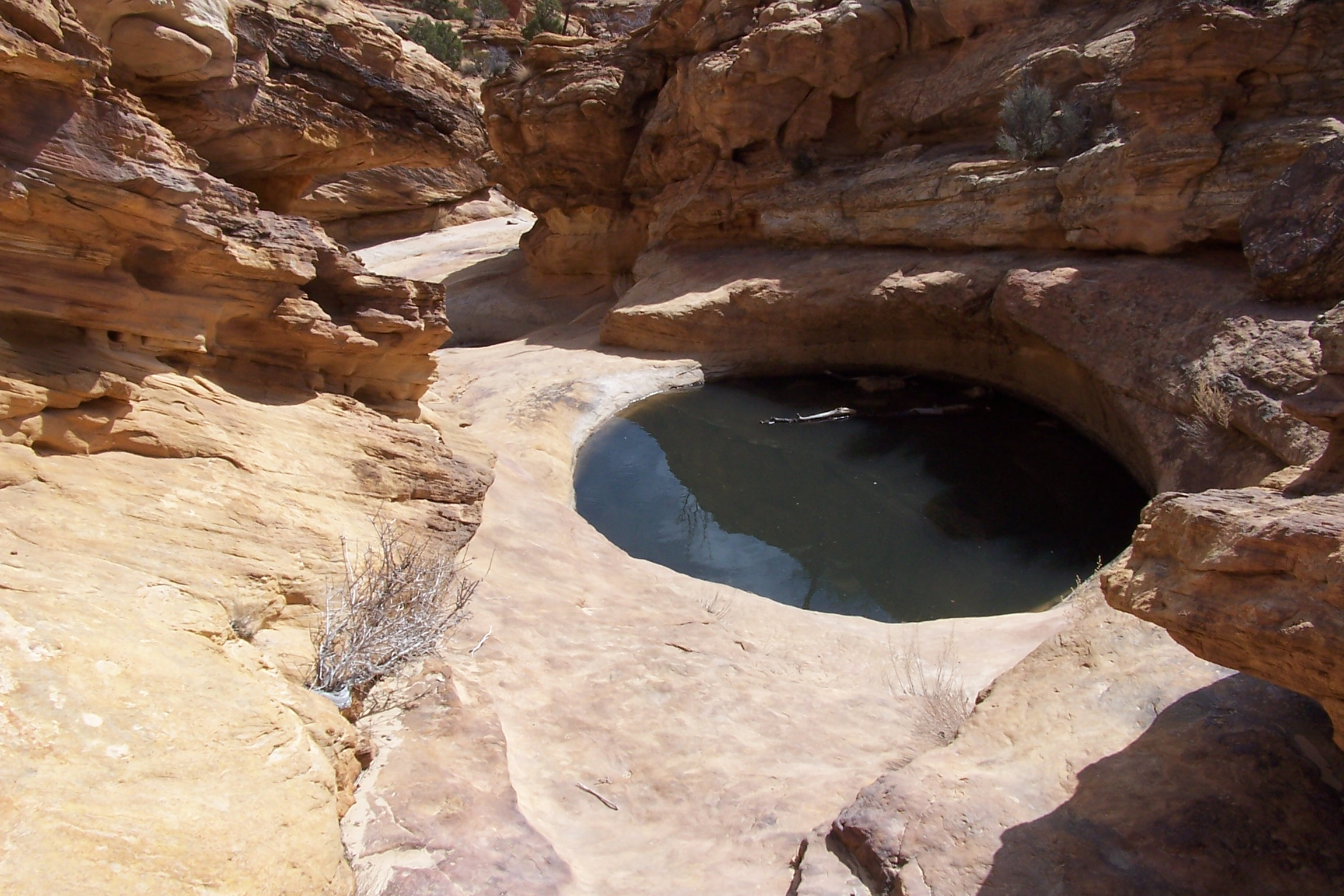
Obří hrnec v Národním parku Capitol Reef v americkém Utahu

Obří hrnce  jsou geomorfologické tvary v podobě kruhových nebo elipsovitých prohlubní ve skalním dně nebo na povrchu skalních bloků. Jejich vznik je výsledkem eroze, tj. abrazívního působení pevného materiálu, unášeného vířivým proudem vody. Vznikají v říčních korytech, na mořském břehu, pod ledovci nebo v krasových dutinách.
V práci Josefa Rubína a Břetislava Balatky Atlas skalních, zemních a půdních tvarů (Praha, Academia 1986) je obří hrnec definován jako „prohlubeň pravidelného tvaru v korytech vodních toků, v podledovcovém skalním dnu, na mořském nebo jezerním pobřeží a ve stropech jeskyní. Kotel vzniká evorzní (vířivou) činností proudící vody. Má zpravidla kruhový nebo elipsovitý půdorys a válcovitý, půlkulovitý, kuželovitý nebo miskovitý tvar“.

## Podmínky vzniku
Jak uvádějí J. Rubín a B. Balatka v knize Atlas skalních, zemních a půdních tvarů, podmínkou vzniku obřích hrnců v korytech toků jsou vhodné geomorfologické, geologické a hydrologické podmínky. Obří hrnce vznikají evorzí, tj. rotačním pohybem vody s pevnými částicemi na dně či stěnách prohlubní. Jednou z hlavních podmínek vzniku těchto evorzních tvarů je především výraznější sklon vodního toku, dostatečný průtok vody a příznivé vlastnosti místních hornin. Obří hrnce vznikají nejrychleji v měkkých horninách, jejich existence v takovém druhu hornin však není trvalá. Dokonalé a stabilní tvary vznikají v hlubinných vyvřelinách a některých krystalických břidlicích. Nevhodné pro vznik obřích hrnců jsou horniny silně rozpukané.

## Obří hrnce na území ČR

### Fluviální obří hrnce
Obří hrnce se v korytech vodních toků vyskytují na celém území České republiky. Jako příklady z různých míst můžeme jmenovat Vydru, Křemelnou a horní tok Otavy na Šumavě, koryto Vltavy pod Čertovou stěnou mezi Lipnem a Vyšším Brodem, horní tok Labe, Divokou Orlici u Zemské brány, Sázavu u Stvořidel nebo peřeje Studeného potoka na území přírodní rezervace Vysoký vodopád nedaleko Pradědu v Jeseníkách. Na Černé Desné v lokalitě mezi Desnou a Souší v Jizerských horách, která byla v roce 2013 vyhlášena chráněnou přírodní památkou, se dokonce jeden z vodopádů jmenuje Hrncový podle zdejších obřích hrnců. 

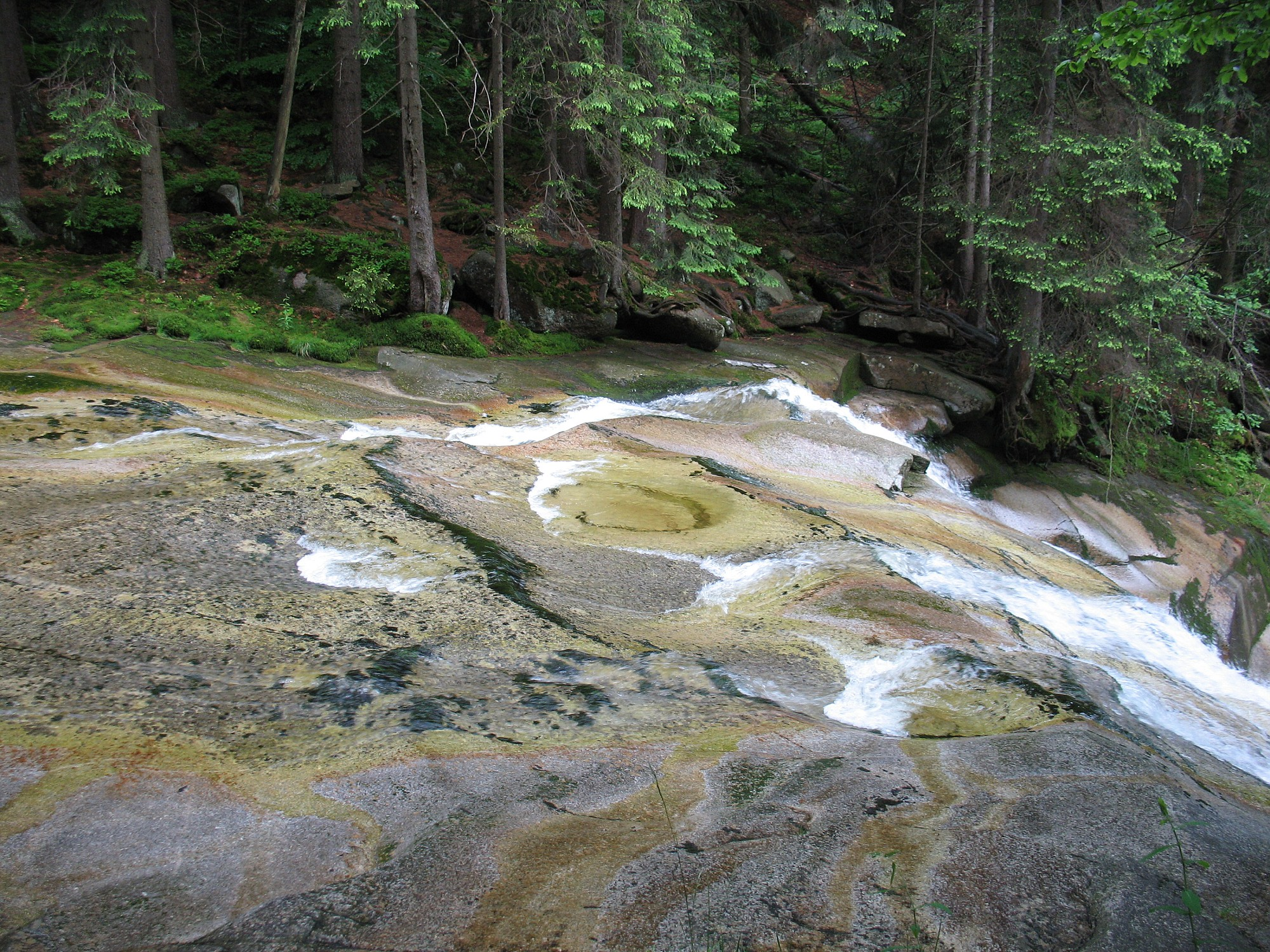
Dno říčky Mumlavy u vodopádu

V soutěsce Koryto na řece Doubravě u Chotěboře pod dolním vodopádem lze zhruba 1 metr nad hladinou spatřit obří hrnec o průměru 120 cm, jehož dutina dosahuje hloubky 105 cm.
V korytě říčky Mumlavy (Mumlavské vodopády v Krkonoších) byly v žulovém podloží a balvanech vyhloubeny četné obří hrnce, místními lidmi zvané Čertova oka. Největší z nich má rozměry 7 x 5,5 m. Takové několikametrové útvary bývají někdy označovány jako obří kotle. U vývojově dokonalých tvarů se poměr hloubky prohlubní k jejich průměru pohybuje od 2 : 1 do 5 : 1.

Celkem bylo na území Čech a Moravy zaznamenáno kolem 3000 těchto evorzních tvarů. Zhruba polovina z tohoto počtu se nachází v severovýchodních Čechách – konkrétně jen v okolí Návarova v korytě říčky Kamenice jich bylo napočítáno na 500. Největší počet evorzních tvarů na území ČR – celkem 925, byť ne ve všech případech dokonale vyvinutých – byl zaregistrován v korytě řeky Jizery.

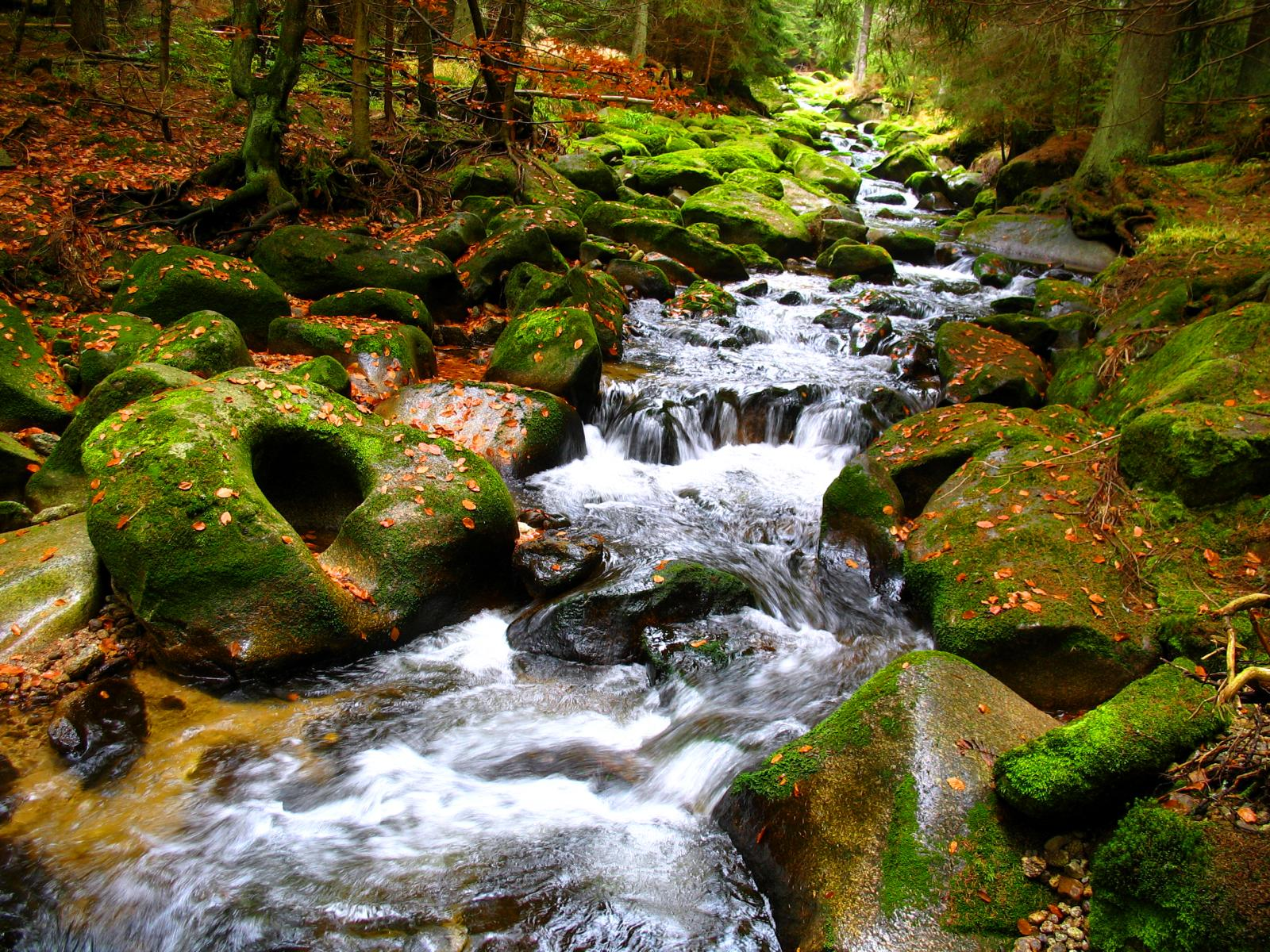
Obří hrnec na potoku Světlá u Nového Údolí na Šumavě

### Evorzní tvary v podzemních dutinách
Výskytu krasových jevů na území České republiky odpovídá i četnost evorzních tvarů na stěnách a stropech podzemních prostor. Obří hrnce vznikají v podzemních prostorách při povodních nebo působením podzemních vodních toků. Ve vazbě na specifické podmínky vzniku se pro ně někdy používá označení tlakové obří hrnce. Tyto tvary se nacházejí například na stropě poblíž Srbského sifonu v jeskynním komplexu Býčí skála v Moravském krasu nebo v Chýnovských jeskyních východně od jihočeského Tábora. Z méně známých míst lze jmenovat lokalitu Na Dolech v okrese Rychnov nad Kněžnou, kde se ve stropech podzemních prostor vyskytují obří hrnce o průměru 30 až 50 cm. V Českém krasu, v lokalitě na Stydlých vodách mezi obcemi Svatý Jan pod Skalou a Bubovice, se nachází Aragonitová jeskyně, v níž se rovněž vyskytují evorzní prohlubně.